# Котёнок (фильм)
«Котёнок» — фильм режиссёра Ивана Попова, в котором заглавным героем стал беспородный полосатый котёнок.

## Сюжет
Брат и сестра Маня и Саня со своей бабушкой в декабрьский день идут на московский Птичий рынок, чтобы посмотреть на птиц и других животных. Там  дети видят у одной из торговок полосатого котёнка и уговаривают бабушку его приобрести. Так в семье флейтиста, солиста ансамбля старинной музыки, появляется домашний питомец, которого из-за полосок на шкурке называют Тиграшей.
Поначалу котёнок ведёт себя неряшливо и беспокойно, мешая главе семьи репетировать дома. Однако Тиграша очень быстро становится всеобщим любимцем, научившись ходить в лоток и став вести себя тише. Вскоре зверёк срывается вниз с форточки и падает на брезентовый верх стоящего под окнами грузовичка. Грузовик увозит домашнего питомца в другой район, где тот остаётся на улице совершенно один.
Когда на Тиграшу нападает пинчер, перед носом пса возникает матёрый кот, который вступает в бой с агрессором и обращает его в бегство. Затем спаситель приводит малыша к своему хозяину — дворнику Федину, который обожает кошек и мечтает выступать с ними на цирковом манеже. 
Тиграша отныне стал Шпингалетом и зажил у нового хозяина. Но Федин жил в старом доме, расположенном в самом центре Москвы. И это здание купили бандиты, чтобы открыть здесь казино. Они стали преследовать Федина, предлагать ему «переселиться» (в действительности выкинуть на улицу). Дворника лишают работы, он остаётся без средств к существованию. Когда банда, пытаясь заставить Федина подписать бумагу об освобождении помещения, уже собралась привести в исполнение угрозу на его глазах убить Тиграшу, кошки всей компанией набрасываются на злодеев, подняв дикий шум. Жильцы ближайших домов вызывают милицию, преступников арестовывают. Федин попадает в больницу.
Тиграша вместе с новыми друзьями — питомцами Федина — пройдя много испытаний, находит по звукам знакомой флейты своего хозяина прямо на концерте в Большом зале Московской консерватории.
Федин, выйдя из больницы, подбирает на улице нового котёнка, которого называет Рыжиком за цвет его шерсти. Дворник возвращается к себе домой, где отключено электричество, и при свечах встречает Новый год в окружении своих мохнатых подопечных.

## В ролях
- Андрей Кузнецов — Федин
- Людмила Аринина — бабушка
- Алексей Войтюк — папа
- Татьяна Грауз — мама
- Маша Попова — Маня
- Саша Попов — Саня
- Александр Песков — телохранитель
- Олег Вершинин — телохранитель
- Саняга (Александр Хургин) — дирижёр

## Призы и награды
- Диплом за наилучший дебют 1996 года — Конкурс премий Кинопрессы[1];
- 1997 год — звание «Лучший семейный фильм» на международном кинофестивале «Артек»[2];
- Приз Оргкомитета — Кинофорум «Серебряный гвоздь — 97» (Сочи)[2][1][3];
- Вторая премия по разделу игрового кино — Конкурс студенческих кинофильмов «Святая Анна — 97» (Москва)[1][4];
- Приз информационного спонсора (НТВ) ФРК «Окно в Европу — 97» (Выборг)[1].